# XFree86

XFree86 es un servidor de pantalla

XFree86 es una implementación del sistema X Window System. Fue escrita originalmente para sistemas operativos UNIX funcionando en ordenadores compatibles IBM PC. En la actualidad está disponible para muchos otros sistemas y plataformas.
XFree86 es software de código abierto y software libre, publicado bajo la licencia XFree86 1.1.
El proyecto XFree86 es desarrollado por el XFree86 Project, Inc.; siendo su desarrollador líder David Dawes. La versión actual es la 4.8.0.
XFree86 ofrece una interfaz gráfica cliente/servidor entre el 
hardware (sistemas gráficos y dispositivos de entrada, como el mouse o el teclado) y un entorno de escritorio que proporciona un sistema de ventanas así como una interfaz estandarizada de aplicación (API por sus siglas en inglés).
XFree86 es independiente de la plataforma, extensible y puede utilizarse
en red.
XFree86 funciona actualmente en una gran variedad de sistemas UNIX como BSDs (FreeBSD, NetBSD, OpenBSD, Mac OS X vía Darwin, etc), Solaris, SGI IRIX, Linux, así como en OS/2 y Cygwin (para Windows).
Un cambio de licencia producido en febrero de 2004 a partir de la versión 4.4.0 (anteriormente se distribuía bajo la licencia MIT) provocó la creación de la bifurcación X.Org Server, apoyada por empresas y desarrolladores descontentos con presuntas incompatibilidades con la popular licencia GPL. Esto ha provocado una caída en la popularidad de XFree86, siendo reemplazado por X.Org en prácticamente todas las distribuciones de GNU/Linux y en algunos sistemas BSD.
Aun así, XFree86 es utilizado y distribuido en muchos otros sistemas operativos, como por ejemplo NetBSD, Mac OS X (como entorno alternativo) y FreeBSD (como alternativa a X.Org).

## ServidoresX Windowbasados en XFree86
Basados en XFree86 4.0:
- KDrive (TinyX)
- FreeDesktop.org Xserver (fd.o xserver). Derivado de TinyX. Se inició por los desarrolladores de KDE y Gnome.

Basados en XFree86 4.2:
- Apple X11 (para Mac OS X)

Basados en XFree86 4.3:
- XWin (para W32/Cygwin)
- XDarwin (para Darwin y Mac OS X)
- OroborOSX (para Darwin y Mac OS X)

Basados en XFree86 4.4 RC2 por la Fundación X.Org:
- X.Org (la implementación X11 por defecto para FreeBSD).
- Debrix. Derivado de X.Org.